# 戸田忠行
戸田 忠行（とだ ただゆき）は、下野足利藩の第8代（最後）の藩主。宇都宮藩戸田家分家8代。

## 生涯
弘化4年（1847年）10月2日、第6代藩主・戸田忠禄の四男として生まれる。父は忠行が生まれる前の9月20日に死去したため、戸田家の家督は父の婿養子であった忠文が継いだ。安政3年（1856年）に忠文が死去したため、忠行はその養子となって家督を継ぐ。文久2年（1862年）12月16日に従五位下・長門守に叙位・任官する。
文久3年（1863年）6月から職制改革などを主とした藩政改革を行なう。慶応3年（1867年）10月に陸軍奉行並に任じられた。慶応4年（1868年）の戊辰戦争では幕府・新政府の双方に対して曖昧な態度を取ったが、最終的に新政府に恭順した。明治2年（1869年）6月23日、版籍奉還により足利藩知事に任じられ、明治4年（1871年）7月14日の廃藩置県で免官された。
その後は東京へ移り、神田表の神保町に住んだ。1879年（明治12年）に海軍裁判所御用掛・海軍御用掛に任じられる。1884年（明治17年）の華族令で子爵となった。1892年（明治25年）に本郷区駒込の東片町に移住したが直後に火事で家を焼失、本郷区向岡の弥生町に移った。1897年（明治30年）7月10日に貴族院議員となり、1904年（明治37年）7月9日まで在任。1906年（明治39年）に勲四等を受賞する。同年5月5日、貴族院子爵議員補欠選挙で再選され、1911年（明治44年）7月9日まで在任した。
1917年（大正6年）8月22日に隠居する。大正7年（1918年）12月31日に死去した。享年72。

## 家族
父母
- 戸田忠禄（実父）
- 綱嶋氏 ー 側室（実母）
- 戸田忠文（養父）

妻
- 松前武子 ー 松前崇広の長女（前妻）
- 亀田時子 ー 亀田謙叔の四女（後妻）

子女
- 戸田忠雄（長男）生母は武子（前妻）
- 戸田鮭 ー 小堀十亀夫人
- 戸田秋、生母は時子（後妻）
- 戸田謀子 ー 子爵太田資業夫人
- 戸田忠四郎
- 戸田五郎